# Route nationale 193
Cet article court présente un sujet plus développé dans : Route territoriale 20, Route territoriale 21 et Route territoriale 11.
La route nationale 193 ou RN 193 était une route nationale française reliant Ajaccio à Bastia. Elle a été classée route royale par la loi du 25 mai 1836. En 2014, elle est devenue route territoriale 20 entre le nord d'Ajaccio et Borgo, route territoriale 21 entre le centre d'Ajaccio et l'aéroport et route territoriale 11 entre Borgo et Bastia.